# Okombahe
Okombahe ist eine Siedlung im Wahlkreis Daures in der Region Erongo in Namibia. Okombahe ist Sitz des Traditionellen Führers der ǃOeǂganKlicklaut, einem Clan der Damara. Die Siedlung liegt am Omaruru-Rivier, etwa 60 Kilometer westlich von Omaruru, gut 70 Kilometer nördlich von Karibib.
Während der deutschen Kolonialzeit unterhielten die Rheinische Missionsgesellschaft sowie die Oblaten des hl. Franz von Sales Missionsniederlassungen in Okombahe. Weiterhin existierte eine Poststation.
Den offiziellen Status als Siedlung erhielt Okombahe im Juni 2015 nach mehr als 20 Jahren. Okombahe verfügt über ein von Deutschland finanziertes Kulturzentrum und eine Gesundheitsstation. Seit August 2015  werden um die Siedlung herum in einem Versuchsprojekt  Olivenbäume angepflanzt.

## Bildungseinrichtungen
- Dibasen Junior Secondary School
- Martin Luther High School[5]

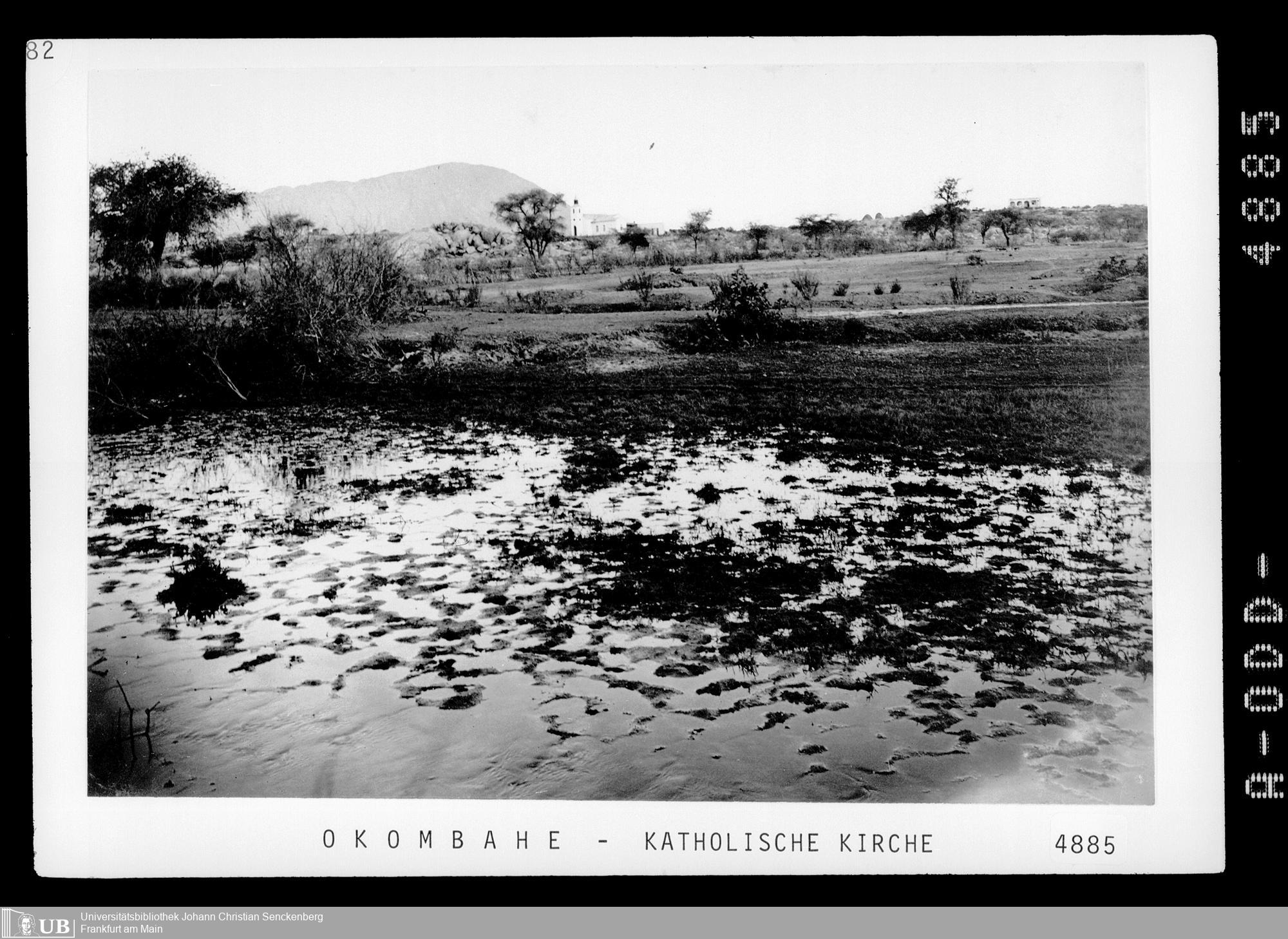
Katholische Kirche in Okombahe (um 1900)
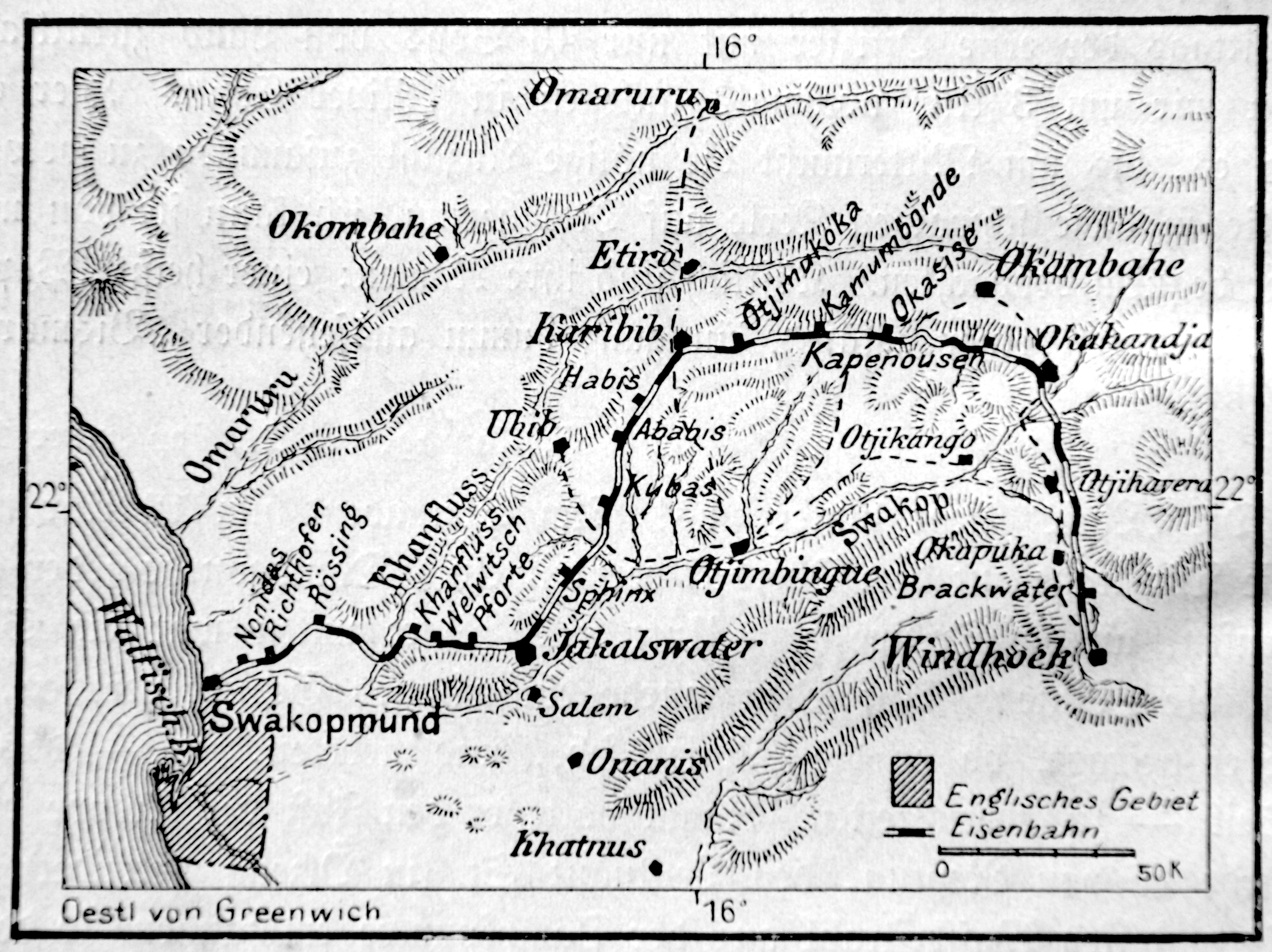
Okombahe auf einber Karte vor 1904

## Söhne und Töchter der Stadt
- Michael Goreseb (* 1955), ehemaliger Bürgermeister von Usakos